# Kabinet-Fehrenbach
Het Kabinet-Fehrenbach regeerde in de Weimarrepubliek van 25 juni 1920 tot 4 mei 1921. Het was de vierde democratisch verkozen Reichsregierung van het Duitse Rijk. Constantin Fehrenbach was rijkskanselier.
Dit kabinet werd gevormd na de verkiezingen van juni voor de nieuwe Rijksdag die de Nationale Vergadering van Weimar verving. Het was de eerste regering sinds het Duitse Keizerrijk ophield te bestaan waarvan de Sociaaldemocratische Partij van Duitsland (SPD) geen deel van uitmaakte. De SPD bleef de grootste partij na de verkiezingen, maar verloor veel stemmen. De regering bestond uit de katholieke Duitse Centrumpartij (Zentrum), de Duitse Democratische Partij (DDP) en de Duitse Volkspartij (DVP).
Fehrenbach nam ontslag in mei 1921 nadat de DVP haar steun aan de regering had opgezegd nadat ze het niet eens was met het herstellen van reparatiekosten aan de geallieerden. Het kabinet werd opgevolgd door kabinet-Wirth I.

## Kabinet–Fehrenbach
| Ambtsbekleder              | Ambtsbekleder         | Ambtsbekleder                               | Functie(s)                            | Ambtstermijn     | Ambtstermijn     | Partij(en) |
| -------------------------- | --------------------- | ------------------------------------------- | ------------------------------------- | ---------------- | ---------------- | ---------- |
|                            | Constantin Fehrenbach | Constantin Fehrenbach (1852–1926)           | Rijkskanselier                        | 25 juni 1920     | 4 mei 1921       | DZ         |
|                            | Rudolf Heinze         | Rudolf Heinze (1865–1928)                   | Vicekanselier                         | 25 juni 1920     | 4 mei 1921       | DVP        |
| Rijksminister van Justitie | Rudolf Heinze         | Rudolf Heinze (1865–1928)                   |                                       | 25 juni 1920     | 4 mei 1921       | DVP        |
|                            | Erich Koch-Weser      | Erich Koch- Weser (1875–1944)               | Rijksminister van Binnenlandse Zaken  | 3 oktober 1919   | 4 mei 1921       | DDP        |
|                            | Walter Simons         | Walter Simons (1861–1937)                   | Rijksminister van Buitenlandse Zaken  | 25 juni 1920     | 4 mei 1921       | O          |
|                            | Joseph Wirth          | Joseph Wirth (1879–1956)                    | Rijksminister van Financiën           | 27 maart 1920    | 22 oktober 1921  | DZ         |
|                            |                       | Hans von Raumer (1870–1965)                 | Rijksminister van de Schatkist        | 25 juni 1920     | 4 mei 1921       | DVP        |
|                            | Ernst Scholz          | Ernst Scholz (1874–1932)                    | Rijksminister van Economische Zaken   | 25 juni 1920     | 4 mei 1921       | DVP        |
|                            | Otto Geßler           | Otto Geßler (1875–1955)                     | Rijksminister van Defensie            | 27 maart 1920    | 20 januari 1928  | DDP        |
|                            | Heinrich Brauns       | Heinrich Brauns (1868–1939)                 | Rijksminister van Arbeid              | 25 juni 1920     | 12 juni 1928     | DZ         |
|                            | Wilhelm Groener       | Generalleutnant Wilhelm Groener (1867–1939) | Rijksminister van Verkeer             | 25 juni 1920     | 13 augustus 1923 | O          |
| Vacant                     | Vacant                | Vacant                                      | Rijksminister van Wederopbouw         |                  |                  |            |
|                            | Andreas Hermes        | Andreas Hermes (1878–1964)                  | Rijksminister van Voedsel en Landbouw | 27 maart 1920    | 10 maart 1922    | DZ         |
|                            | Johannes Giesberts    | Johannes Giesberts (1865–1938)              | Rijksminister van Posterijen          | 13 februari 1919 | 14 november 1922 | DZ         |